# Röderberg-Verlag
Der Röderberg-Verlag war der hauptsächlich in Frankfurt am Main ansässige Verlag der Vereinigung der Verfolgten des Naziregimes (VVN). Ab den 1960er-Jahren entwickelte er sich zu einem Verlag für antifaschistische Literatur. In den 1970er-Jahren veröffentlichte der Verlag in Lizenz Bände der Universal-Bibliothek des Leipziger Reclam-Verlages in Westdeutschland. Beim Vertrieb profitierte er von einem seit 1969 aufgebauten Netz DKP-naher collektiv-Buchhandlungen. Im Zuge von Sparmaßnahmen fusionierte der Verlag 1987 mit dem Kölner Pahl-Rugenstein Verlag, der 1989 in Konkurs ging.

## Geschichte
Der Röderberg-Verlag entstand 1950 als Organisationsverlag der VVN mit Sitz am Röderbergweg in Frankfurt am Main. Die VVN veröffentlichte über diesen Verlag ihre Zeitung Die Tat. Nachdem bis 1962 ein Verbot der VVN gedroht hatte, verfügte der Verlag zunächst nur über ein begrenztes Buchprogramm. Dazu gehörten die Loseblattsammlung Handbuch der Wiedergutmachung des VVN-Vorsitzenden Marcel Frenkel und einige DDR-Lizenzausgaben wie die Dokumentation Faschismus. Getto. Massenmord des Jüdischen Historischen Instituts Warschau und ein von Walter Bartel herausgegebenes Gedenkbuch über das KZ Buchenwald. Mit dem ehemaligen Buchhändler Heinz Brüdigam wurde nach dem KPD-Verbot ein Lektor eingestellt, um das Buchprogramm aufzubauen.
Auf der Leipziger Buchmesse von 1971 knüpfte der Röderberg-Verlagleiter Hans Bär Kontakte zu DDR-Kollegen, die dazu führten, dass Röderberg Bände von Reclam Leipzig, dem führenden Taschenbuchverlag der DDR, in Lizenz herausgeben konnte. Der Leipziger Reclam-Verlag konnte seine Bücher nicht unter dem Namen Reclam in Westdeutschland vertreiben, da der 1947 in Stuttgart gegründete parallele Reclam-Verlag dagegen vorgehen konnte. Die Lizenzausgaben für den Röderberg-Verlag wurden in der DDR hergestellt. Auch die Einbände, die seit 1957 von Irmgard Horlbeck-Kappler gestaltet wurden, waren nahezu identisch. Allerdings fehlten der Verlagsname Reclam und die Balken Universal und Bibliothek waren durch Röderberg und Taschenbuch ersetzt. Als erster Band erschien Revolution und Literatur. Zum Verhältnis von Erbe, Revolution und Literatur, der von Werner Mittenzwei und Reinhard Weismach herausgegeben worden war und auf einem Kolloquium des Zentralinstituts für Literaturgeschichte der Akademie der Wissenschaften der DDR im Jahr 1970 basierte. In Dietz-Lizenz stand auch der parteioffizielle Bildband Ernst Thälmann. Bilder, Dokumente, Texte von Günter Hortzschansky. Abgesprochen wurden die Lizenzen entweder direkt zwischen Bär und den DDR-Verlagsleitern oder über die Arbeitsgemeinschaft sozialistischer und demokratischer Verleger und Buchhändler.
Vertrieben wurden die Röderberg-Bücher vor allem über die nach der Neugründung der DKP 1968 aufgebauten, DKP-nahen collectiv-Buchhandlungen. Ab 1973 wurde in Erinnerung an die Bücherverbrennung jährlich von den Buchhandlungen eine antifaschistische Veranstaltungsreihe und Buchwoche veranstaltet, auf denen Publikationen von Röderberg präsentiert wurden. Inzwischen wurden auch die Dokumentationen des VVN als Röderberg-Bücher veröffentlicht.
Von den knapp 500 bis 1989 erschienenen Röderberg-Büchern waren fast ein Viertel Lizenzausgaben des Reclam-Verlages. Mit dem Roman Nackt unter Wölfen von Bruno Apitz begann Röderberg 1975 die Reihe Internationale antifaschistische Romane. In der Reihe Bibliothek des Widerstandes wurde der Widerstand gegen den Nationalsozialismus in einzelnen Regionen oder Städten dargestellt.
Einer der größten Erfolge wurde die maßgeblich von Werner Mittenzwei verantwortete siebenbändige Reihe Kunst und Literatur im antifaschistischen Exil 1933–1945. Weitere Lizenzausgaben stammten vom Leipziger Verlag für Buch- und Bibliothekswesen und dem Dietz Verlag, darunter die teuerste Publikation des Röderberg-Verlags, eine Flugblattkassette Der antifaschistische Widerstandskampf der KPD im Spiegel des Flugblattes 1933–1945. Der Literaturwissenschaftler Uwe Naumann gab für den Röderberg-Verlag ab 1978 das Jahrbuch Sammlung zur Exil-Forschung heraus.
Aufgrund von Absatzschwierigkeiten und verringerter finanzieller Unterstützung des VVN durch die DDR, musste im Verlag ab 1983 gespart werden. Die freien Mitarbeiter wurden reduziert. im Zuge einer zweiten Sparwelle wurde der Röderberg-Verlag 1987 mit dem Kölner Pahl-Rugenstein Verlag fusioniert. Ende 1989 musste dieser Verlag Konkurs anmelden. Die Archive des Pahl-Rugenstein- und des Röderberg-Verlags gingen an das Kölner Stadtarchiv.